# Psychomyia dactylina
Psychomyia dactylina är en nattsländeart som beskrevs av Sun 1997. Psychomyia dactylina ingår i släktet Psychomyia och familjen tunnelnattsländor. Inga underarter finns listade i Catalogue of Life.